# Und das Leben geht weiter (1943)
Und das Leben geht weiter (Originaltitel: The Human Comedy) ist ein US-amerikanischer Spielfilm des Regisseurs Clarence Brown aus dem Jahr 1943, der auf einer Erzählung von William Saroyan basiert. Der junge Homer Macauley (Mickey Rooney) lebt mit seiner Familie während des Zweiten Weltkriegs in der fiktiven Stadt Ithaca in Kalifornien und ist dort, ebenso wie sein Umfeld, den Folgen des Krieges an der Heimatfront ausgesetzt.
Bei der Oscarverleihung 1944 wurde der Film in der Kategorie „Beste Originalgeschichte“ mit dem Oscar ausgezeichnet. In vier weiteren Kategorien war er nominiert, darunter als „Bester Film“.

## Handlung
In der kleinen Stadt Ithaca in Kalifornien lebt der junge Homer Macauley mit seiner Mutter Katie, seiner Schwester Bess und seinem jüngeren Bruder Ulysses. Homers älterer Bruder Marcus ist als Soldat im Krieg. Homers Vater ist vor zwei Jahren gestorben. Die Mutter ist bemüht, das Andenken an ihn wachzuhalten und auch ihrem jüngsten Sohn Ulysses nahezubringen, wie sein Vater war und ihm klarzumachen, warum der Vater nicht mehr, wie früher, aus- und eingeht. Um seine Mutter in dieser schweren Kriegszeit finanziell zu unterstützen, hat Homer einen Job als Telegrafenbote angenommen, obwohl er noch zur Schule geht. Zu Willie Grogan, einem alten Mitarbeiter im Telegrafenamt hat Homer ein sehr gutes Verhältnis. Grogan fürchtet sich vor seiner Pensionierung, weil er sich ein Leben ohne seine geliebte Arbeit nicht vorstellen kann. Es fällt ihm schwer, dem Alkohol während der Dienstzeit ganz zu entsagen. So hat er ein Abkommen mit Homer getroffen. Der Junge muss ihm in einem solchen Fall kaltes Wasser ins Gesicht schütten und ihm dann starken Kaffee bringen. Als Homer das zum ersten Mal machen musste, hatte er große Hemmungen, was sich inzwischen aber gelegt hat, da Grogan ihm immer wieder bedeutet, wie dankbar er ihm dafür sei. Homer ist ein guter Leichtathlet und wird von Tom Spangler trainiert, einem ehemaligen Champion im Hürdenlauf und Leiter des Telegrafenamts. Tom ist mit Diana Ross verlobt, die aus einer sehr wohlhabenden Familie kommt.
Als Homer sein erstes Telegramm mit einer Todesnachricht eines gefallenen Soldaten dessen Eltern überreichen muss, stottert er unter Tränen, wie leid ihm das tue und dass er hoffe, dass es ein Irrtum sei. Im Laufe des Krieges werden es immer mehr Telegramme, die viel Leid in die betroffenen Familien bringen, und leider sind sie kein Irrtum. Die Realität des Krieges, die auch die Heimatfront nicht verschont, macht Homer zu schaffen. Er fängt an, seine Mutter und ihre Einsamkeit nach dem Tod des Vaters immer besser zu verstehen.
Homer ist glücklich wenn Feldpostbriefe seines Bruders eingehen. Er liebt es, diese dann Grogan vorzulesen, dem das ebenfalls gefällt. Oft berichtet der Bruder über seinen Kameraden Tobey George, dem er sein idyllisches Leben in Ithaka in den buntesten Farben ausgemalt habe. Tobey, der Waise ist, habe daraufhin beschlossen, nach dem Krieg ein Mitglied der Familie Mccauley zu werden. Beim Lesen des zuletzt eingegangenen Briefes von Marcus beschleicht Homer ein seltsames Gefühl. Sein Herz wird zentnerschwer, als er die Zeilen des Bruders liest, dass man immer darauf vorbereitet sein müsse, den nächsten Tag nicht mehr zu erleben. Homer ist sich sicher, dass er die ganze Welt hassen wird, wenn Marcus nicht zurückkommt.
Einige Monate sind vergangen, als Homer eines Sonntags am Telegrafenamt vorbeikommt und hineingeht, um Grogan kurz Hallo zu sagen. Als der Ticker, der Nachrichten empfängt, anspringt, geht Homer in die Küche, um Kaffee zu holen. Als er mit der Tasse in der Hand zurückkommt, tickt der Morseapparat, über dem Grogan zusammengesunken ist. Er ist einem Herzinfarkt erlegen. Als Homer sich die empfangene Nachricht ansieht, werden seine schlimmsten Befürchtungen wahr – sein Bruder Marcus ist gefallen. Homer muss seinen ganzen Mut zusammennehmen, um der Mutter die tragische Nachricht zu überbringen. Als er sich schon vor dem Haus befindet, wird er von einem ihm unbekannten, verwundeten Soldaten angesprochen. Schnell wird dem Jungen klar, dass es sich um Tobey George handelt, von dem Marcus so oft geschrieben hat. Tobey überreicht Homer als Vermächtnis seines Bruders dessen Ring. Zusammen betreten sie das Haus. Der Geist seines Vaters Matthew befiehlt Homer, Tobey als Marcus’ Bruder in die Familie aufzunehmen, denn … das Leben geht weiter.

## Produktion und Hintergrund
Die Filmaufnahmen begannen am 2. September und dauerten bis Mitte November 1942. Einige Szenen des Films wurden in einem verlassenen Güterbahnhof der Pacific Electric in Santa Monica in Kalifornien gedreht. Weitere Aufnahmen entstanden auf einem Sportplatz einer Highschool im Norden von Hollywood sowie in Sunland und auf Clarence Browns Ranch in Calabasas in Kalifornien. Auch in Fresno soll gedreht worden sein.
In zwei Szenen des Films erscheint Matthew Macauleys Geist auf dem Bildschirm und Ray Collins, der diese Rolle spielt, spricht in der US-amerikanischen Originalfassung dazu. Im Film sind unter anderem die Songs Rock of Ages – Cielito lindo – My Old Kentucky Home und Church in the Wildwood zu hören. In den Festival-Szenen treten verschiedene Ethnien auf, die Tänze ihrer Heimat aufführen. Eine andere Szene zeigt drei Soldaten auf Urlaub. Sie werden von Barry Nelson, Don DeFore und Robert Mitchum verkörpert.
Der Film feierte am 2. März 1943 Weltpremiere in New York.
Nach damaligen Informationen soll Metro-Goldwyn-Mayer Saroyan das 240 Seiten starke Drehbuch, das er angeblich in zwei Wochen geschrieben haben soll, für 60.000 $ abgekauft haben. Danach kam es zu Streitigkeiten zwischen dem Autor und der Produktionsgesellschaft, nachdem das Studio King Vidor als Regisseur engagieren wollte und es unterschiedliche Ansichten über die Länge des Drehbuchs gab. Saroyan kehrte MGM den Rücken und schrieb dann in seiner Heimat eine Romanversion seiner Geschichte. Modernere Quellen behaupten, dass Saroyan den Versuch unternahm, sein Drehbuch von MGM-Chef Louis B. Mayer zurückzukaufen, dieser jedoch ablehnte. Im Juli 1942 wurde Clarence Brown mit den Dreharbeiten betraut. Howard Estabrook wurde engagiert, um Saroyans Drehbuch auf einen etwa Zweistundenfilm auszuweiten. Zur selben Zeit, als der Film anlief, wurde auch Saroyans Roman veröffentlicht und war in der näheren Auswahl als „Buch des Monats“. Nach Angaben der New York Times war der Roman seinerzeit ein Bestseller.
Der damalige Kinderdarsteller Jack „Butch“ Jenkins, Sohn der Schauspielerin Doris Dudley und Enkel des Kolumnisten Bide Dudley, gab sein Leinwanddebüt in diesem Film. Seine Leistung wurde allgemein gelobt. Jenkins wurde von Clarence Browns Sekretärin „entdeckt“. Brown gab ihm in seinem 1944 gedrehten Film Kleines Mädchen, großes Herz (National Velvet) erneut eine tragende Rolle. Nach modernen Quellen endete Jenkins Schauspielkarriere bereits im Jahr 1948 wieder, nachdem er angefangen hatte zu stottern. Auch John Craven, der als Tobey George zu sehen ist, gab in The Human Comedy sein Leinwanddebüt.
Sowohl Gene Kelly als auch Lionel Barrymore, der für die Rolle des Willie Grogan angekündigt worden war, wie auch Spring Byington und Keenan Wynn standen letztendlich doch nicht zur Verfügung. Weitere angekündigte Schauspieler tauchten dann ebenfalls nicht in der Besetzungsliste auf. Als Saroyan die Figur des  Homer Macaulay erschuf, hatte er als Darsteller Mickey Rooney im Hinterkopf, der dann auch eine Oscarnominierung als „Bester Hauptdarsteller“ für seine Schauspielkunst erhielt. Rooney befand sich damals gerade in einem schmerzhaften Scheidungsverfahren von seiner ersten Frau, Ava Gardner.
Joseph E. Breen, der für den MGM-Film Werbung machte, warb mit den Worten, dass dieser Film der größte sei, den man je gesehen habe. Moderne Quellen behaupten, dass The Human Comedy Louis B. Mayers Lieblingsfilm gewesen sei. Dem Motion Picture Research Bureau bescherte der Film eine seiner besten Einschaltquoten.
Am 9. September 1949 wurde von Hallmark Playhouse eine Radio-Version der Geschichte mit Mickey Rooney unter der Regie von Clarence Brown herausgebracht. Am 30. März 1959 strahlte CBS-TV eine angepasste Geschichte unter Robert Mulligans Regie mit Michael J. Pollack als Hauptdarsteller aus.

## Neuverfilmung
2015 entstand unter dem Filmtitel Ithaca eine Neuverfilmung des Stoffes, die das Regiedebüt von Meg Ryan darstellte. Besetzt war der Film unter anderem mit Alex Neustaedter als Homer Macauley, Meg Ryan als Kate Macauley, Jack Quaid als Marcus Macauley und Tom Hanks als Matthew Macauley.

## Kritik
Von der damaligen Kritik wurde The Human Comedy überwiegend gut aufgenommen.
Der Rezensent des Hollywood Reporter schrieb über den Film, dass es der beste sei, den er je gesehen habe, während einige anspruchsvollere Kritiker nörgelten, dass die Geschichte über eine Kleinstadt-Familie im Zweiten Weltkrieg „zuckerhaltig“ und „über Gebühr sentimental“ sei.
Für Variety skizzierte das Original-Drehbuch „genial“ die wesentlichen Grundlagen der amerikanischen Lebensart. Regisseur Clarence Brown würde die Bilder mit „außergewöhnlicher Wiedergabetreue“ auf die Leinwand übertragen, die Schauspielerriege werde angeführt von Mickey Rooney. […] Rooney zeige die „stärkste Leistung seiner Karriere“ und sei „großartig und strahlend“ als der Junge aus Saroyans Erzählung.
Bosley Crowther von The New York Times meinte, dass die einfache Geschichte davon handle, dass der Mensch im Grunde gut sei und erfahrenes Leid die Herzen der Menschen noch mehr öffne. Clarence Brown lasse seine Figuren reden, als würden sie von einer Kanzel herunterpredigen, was dann noch mit besonders gefühlvoller und tränenreicher Musik oder mit Aureolen über den Köpfen unterstrichen werde. Es gebe im Film jedoch „einige Momente von außergewöhnlicher Schönheit“. Hervorgehoben wurde von Crowther auch die Leistung der Schauspieler, die in der Regel sehr gut sei. Herausgestellt wurde Mickey Rooneys Darstellung eines „sensiblen Jungen“, den er mit „großer Zärtlichkeit“ und der „gebotenen Zurückhaltung“ darstelle. Frank Morgan „sei ein Gewinn“ und vermittle gelungen  das Bild eines tapferen alten Mannes. Fay Bainter sei „weich und herzig“ als Mrs. Maccauley, James Craig „laut und herzlich“ und auch die anderen Schauspieler ansprechend in ihren Rollen, vor allem der kleine Jack Jenkins als vierjähriger Ulysses.

## Auszeichnungen
- William Saroyan wurde mit dem Oscar ausgezeichnet für die Beste Originalgeschichte.
- Oscarnominierung als „Bester Film“
- Clarence Brown, für den Oscar nominiert in der Kategorie „Beste Regie“
- Mickey Rooney, für den Oscar nominiert als „Bester Hauptdarsteller“
- Harry Stradling Sr., für den Oscar nominiert für die „Beste Kamera“ in einem Schwarz-Weiß-Film.